# الاتحاد الاجتماعي الألماني
للاطلاع على مجموعة المعارضة الألمانية الشرقية، انظر الاتحاد الاجتماعي الألماني (ألمانيا الشرقية)
الاتحاد الاجتماعي الألماني ( (بالألمانية: Deutsch-Soziale Union)‏ كان حزبًا سياسيًا للنازيين الجدد أسسه أوتو شتراسر عام 1956 في ألمانيا. تم حله في عام 1962.

## روابط خارجية
كتيب النازيين الجدد في ألمانيا عام 1951 حول مجموعات النازيين الجدد